# Museo Arqueológico de Volos
El Museo Arqueológico Athanassakis de Volos es uno de los museos más antiguos de Grecia. Se encuentra en Volos, una ciudad de Tesalia.

## Historia del museo
El edificio del museo, construido en estilo neoclásico, fue edificado en 1909 con dinero proporcionado por Alexis Athanassakis. En un principio su función era alojar una serie de estelas funerarias del periodo helenístico de la antigua ciudad de Demetríade que habían salido a la luz en unas excavaciones. Fue cerrado en 1940 a causa de la Segunda Guerra Mundial y en  1955-1956 a causa de los desperfectos provocados por un terremoto. El crecimiento de la colección provocó la adopción de diferentes cambios en la organización de la exposición de su colección y la necesidad de ampliar el edificio, lo que se produjo a partir 2004, con la construcción de una nueva ala, que se completó en 2009.

## Colecciones
El museo contiene una colección de objetos pertenecientes a épocas comprendidas entre el neolítico y la época romana procedentes de yacimientos arqueológicos de Magnesia. Se encuentra extendida entre 8 salas de exposición.
En la colección se distinguen varias áreas temáticas: la dedicada a la cultura neolítica, donde se hallan restos arquitectónicos, herramientas, restos de alimentos, estatuillas y joyas; los objetos procedentes de la donación de la colección de Angelos Bastis, compuesta también por objetos neolíticos; otra compuesta por objetos procedentes de las excavaciones de la zona con motivo de la realización de obras públicas; otra dedicada a las deidades ctónicas y ajuares funerarios hallados en diversas necrópolis, entre las que destacan los objetos procedentes de tumbas de Velestino; otra dedicada a las estelas funerarias de Demetríade, donde se hallan inscripciones y otra dedicada a las antiguas costumbres funerarias.
Además, mediante hallazgos procedentes de las antiguas ciudades de Feras, Yolco y Demetríade, se expone en una de las salas —la llamada sala Teojaris— la evolución de las ciudades en la zona del golfo Pagasético, desde la época micénica hasta la época romana.

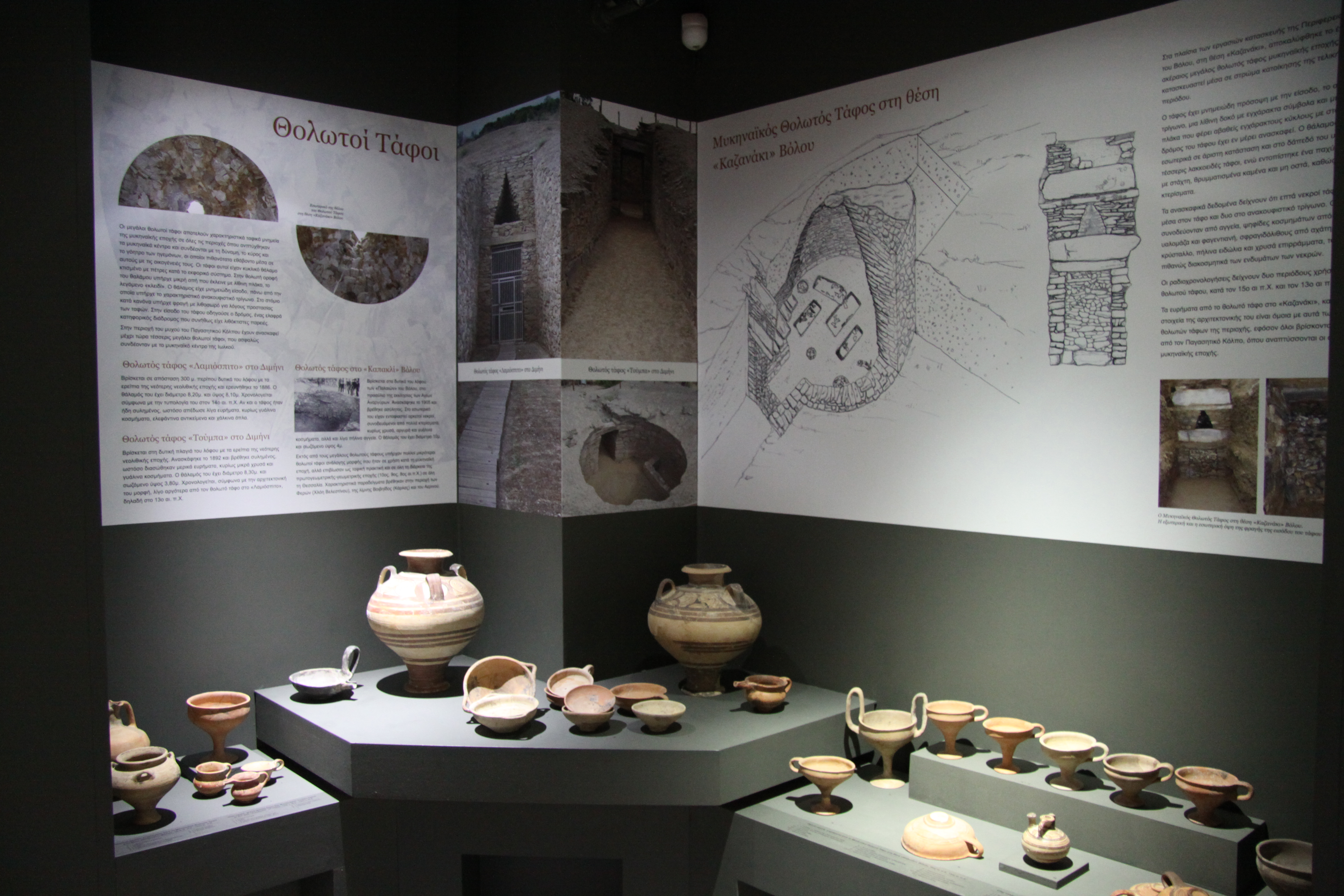
Parte de la exposición de la sala Teojaris.
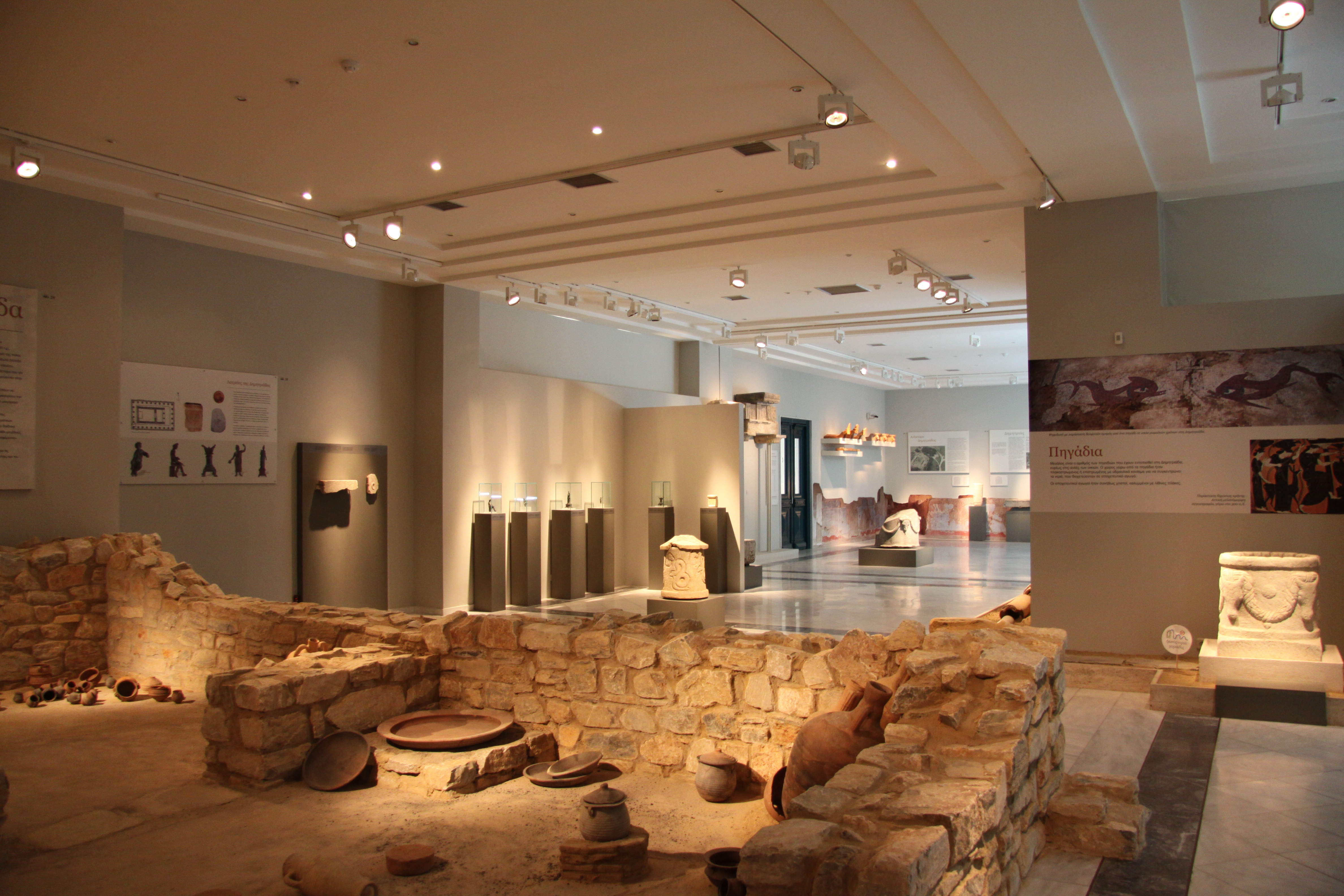
Otro sector de la exposición de la sala Teojaris.
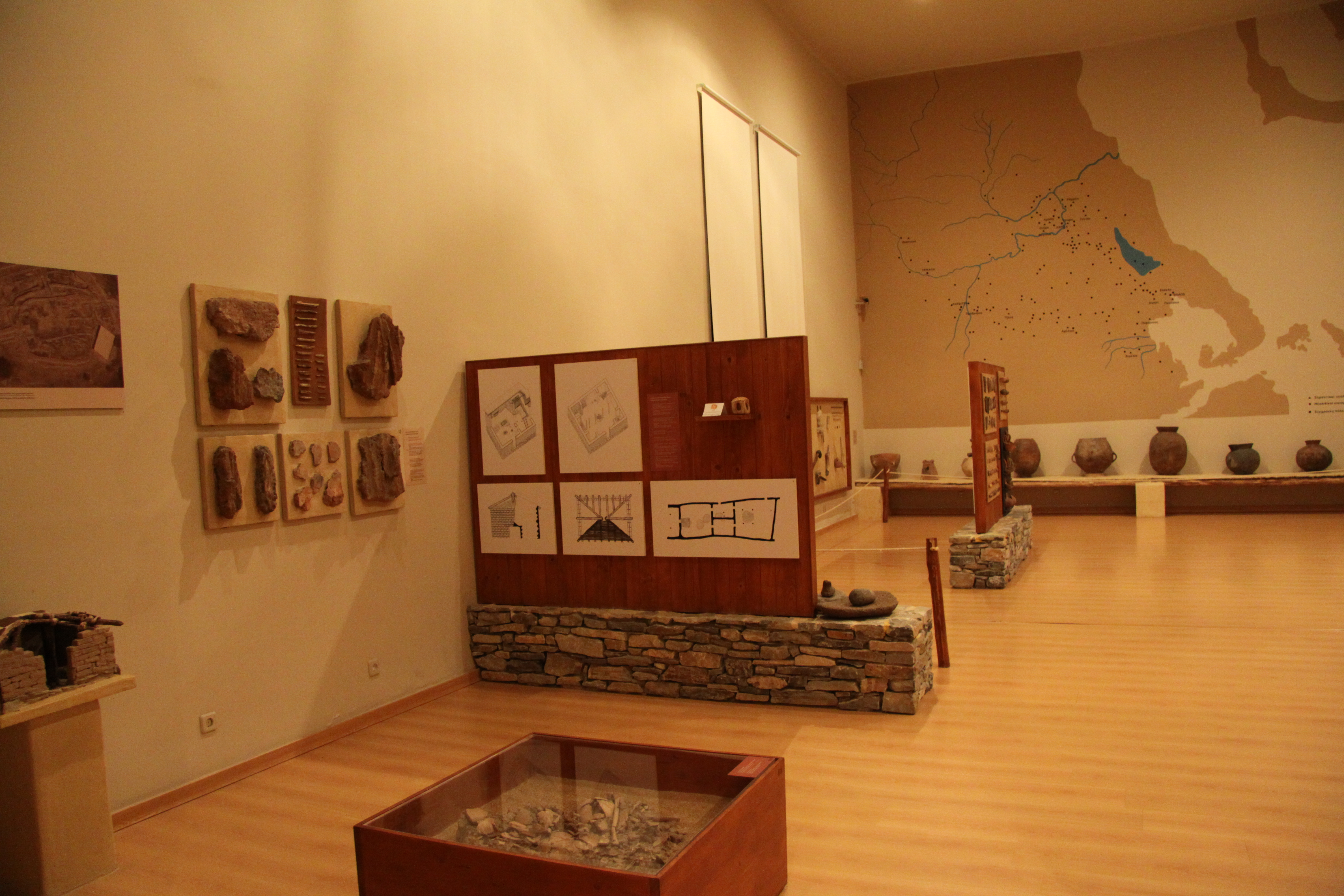
Exposición de objetos neolíticos en el museo.